# Yunnanites zhengi
Yunnanites zhengi is een rechtvleugelig insect uit de familie Pyrgomorphidae. De wetenschappelijke naam van deze soort is voor het eerst geldig gepubliceerd in 2003 door Mao & Yang.